# 森村誠一の侵略夫人
『森村誠一の侵略夫人』（もりむらせいいちのしんりゃくふじん）は、1984年にテレビ朝日系「土曜ワイド劇場」で放送されたテレビドラマ。主演は泉ピン子。

## キャスト
- 大月都美子（主婦）〈30〉 - 泉ピン子
- 大月良吉（都美子の夫）〈37〉 - なべおさみ
- 西村禎一（静子の夫）〈60〉 - 小栗一也
- 西村静子（生け花教室の講師）〈55〉 - 三條美紀
- 南原（刑事） - 早川雄三
- 香川欣二（セールスマン）〈30〉 - 牧伸二
- 佐倉恭助（初枝の夫）〈30〉 - 伊藤孝雄
- 佐倉初枝（都美子の隣家の主婦）〈27〉 - 結城しのぶ
- 塩屋洋子、矢野勇生、幸田直子、鈴木さとし、達純一、原久美子、城戸卓、笠井一彦、別府康子、桑名通子、安田夏望、塚本祐子、御園果林実、大坪日出代、加島潤

## スタッフ
- 原作 - 森村誠一『侵略夫人』
- 脚本 - 北泉優子
- 監督 - 富本壮吉
- 音楽 - 三枝成彰
- プロデューサー - 木村幹、備前島文夫、江夏浩一
- 制作 - テレビ朝日、松竹